# 比基尼脱毛
比基尼脱毛（英語：Bikini waxing）在英語中是女陰除毛的代稱，又稱比堅尼脫毛，是指女性的陰部除毛。凡女性使用脱毛技术除去女陰區域的阴毛，皆稱為比基尼脫毛。華語認知中的比基尼脫毛，目前通常偏向指避免陰毛露出比基尼泳衣外的陰毛修飾行為。
女性在穿着泳衣、特別是比基尼泳衣時，下衣周围的陰毛有可能会露出来。阴毛的外露在众多文化中都被视为尴尬、不雅觀的情況，而需要去除陰毛。不过，也有些女性出于美观、个人卫生、文化、时尚或其他理由，去除并未暴露在泳衣外的阴毛；這在西方文化中很常見。男性陰毛脫毛稱為男性脱毛（Male waxing）。

## 英語名詞釋義
Bikini line：即比基尼線，是陰阜和大腿內側的區域，自然生長的陰毛通常不會被泳衣的下衣完全覆蓋。

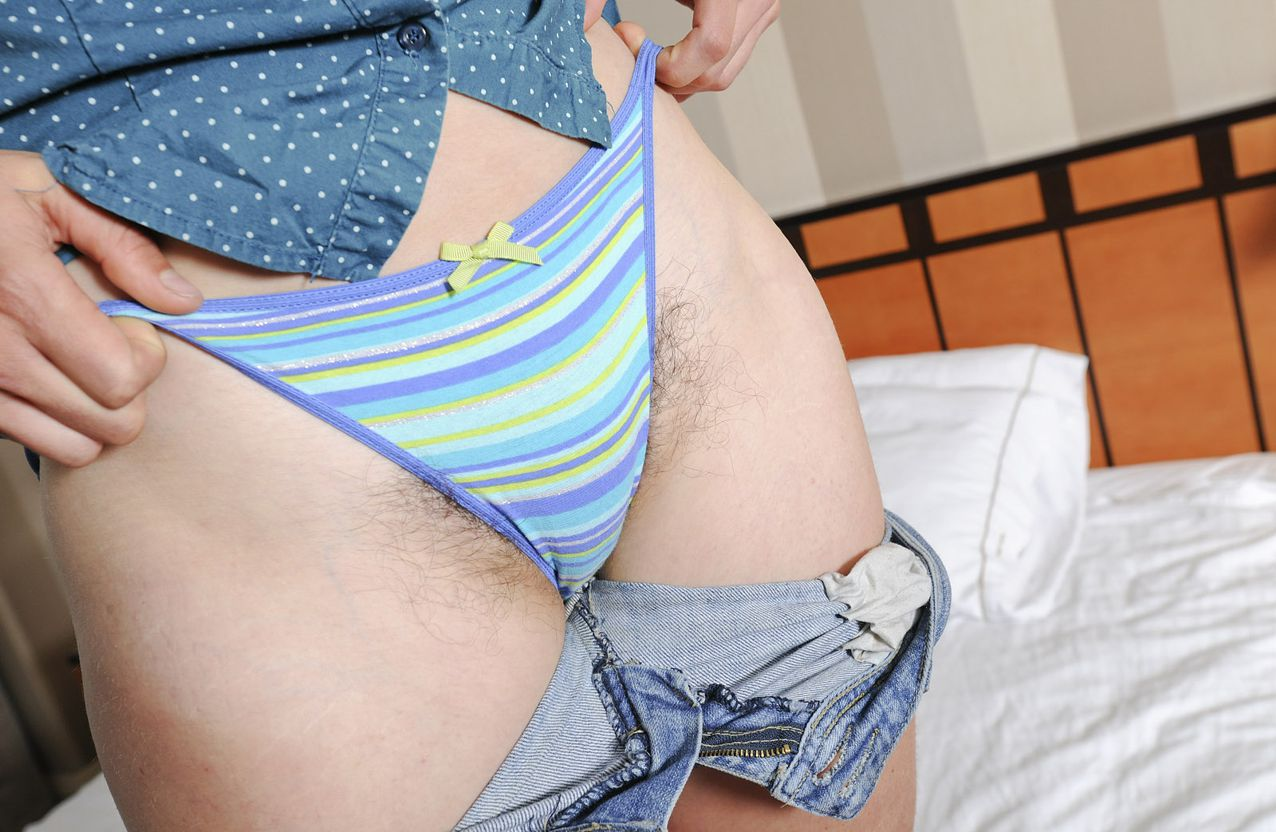
女性陰毛外露於下衣外，常被視為不雅觀

Bikini waxing：指的是比基尼線的蠟脫毛，如果使用剃刀剃除會使用「shaving」而不是「waxing」。不過由於歐美文化中使用蠟脫毛非常普及，也會直接以蠟脫毛代稱除毛。比基尼蠟脫毛是使用特殊的蠟脫除陰毛，除毛蠟有分熱蠟或冷蠟。過程是將蠟敷在除毛部位的皮膚上，蠟上面通常還會有布條，快速將布條撕去時，布條會連著蠟以及粘附在蠟上的毛髮上一起拉出來。比基尼蠟脫毛通常用在女性身上，男性的陰部蠟脫毛稱為「Male waxing」。
Vulva shaving：指女陰剃毛，與蠟脫毛不同，剃毛指的是以剃刀或電鬍刀進行除毛。

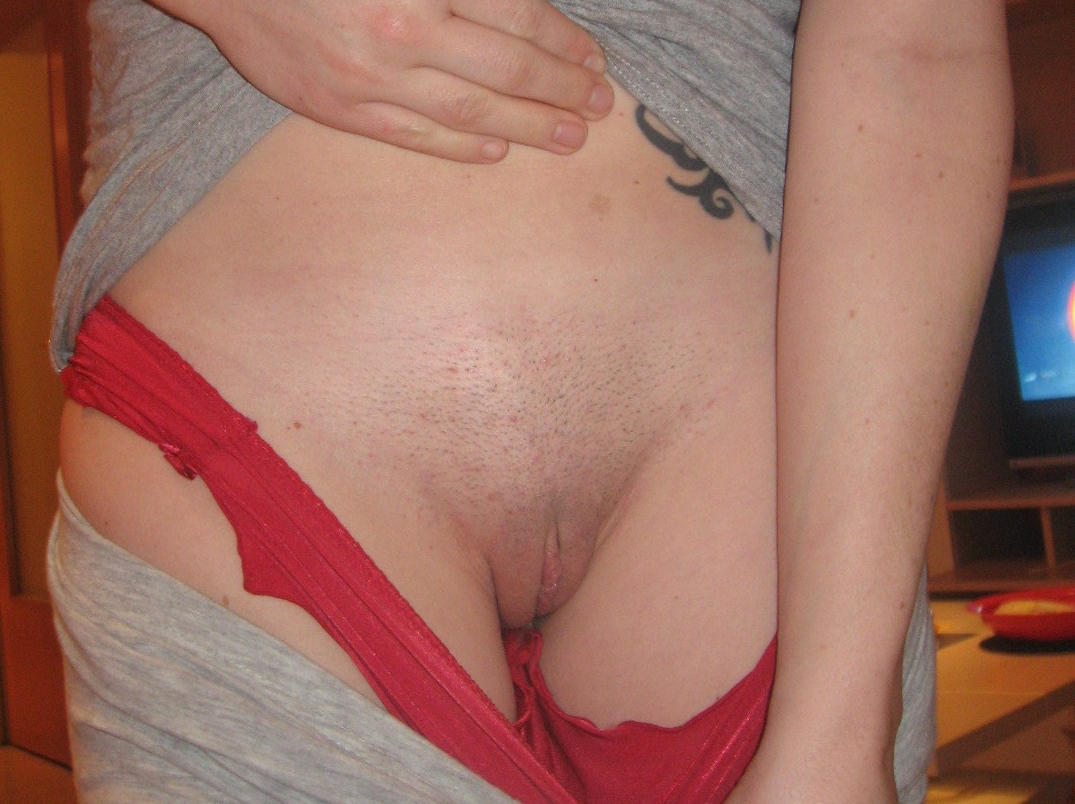
女陰剃毛會留下毛髮根部與毛囊，並有比較高的機率發生毛髮倒插與毛囊炎。
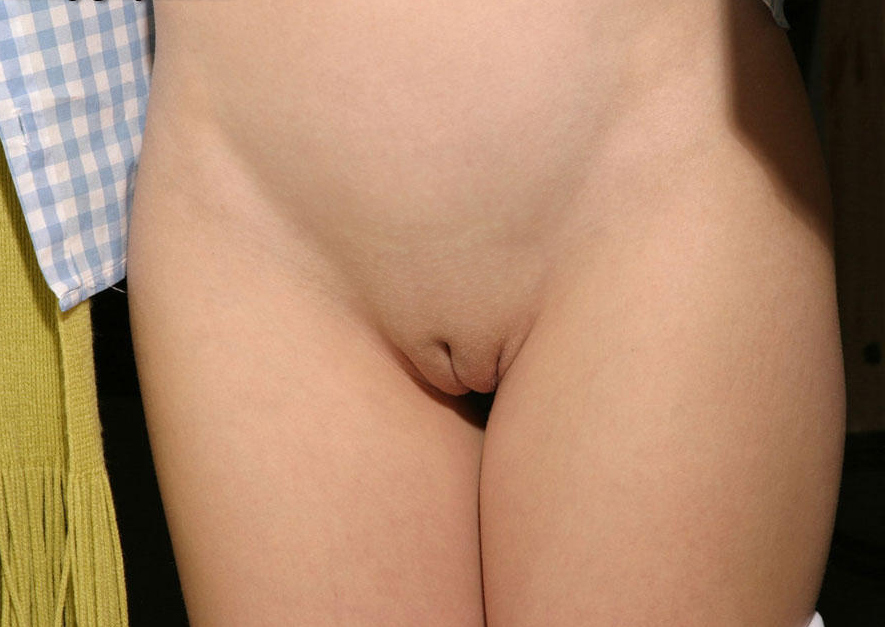
女陰蠟除毛較不會有毛髮殘留，會有光滑的陰阜

## 历史

### 陰部除毛的歷史
從陰部除毛來看，中东地区在几个世纪以前就將去除女性体毛視为一種良好的卫生习惯，也成为当地风俗中一種必要的習慣。伊斯兰教認為，脱毛是一种费特拉行为（天生的自然倾向）。民族学家Fawcett則于1901年的记录中提到：印度奈尔种姓也將去除包括外阴阴毛在内的体毛視的一种习俗。西方社会一直以來都认為女性應該去除可见的体毛，除了头发、睫毛和眉毛不需去除。在許多文化中，阴毛外露也一直被视为一種令人尴尬、不可見人的行为，所以必須時常去除 。

### 時尚歷史與比基尼脫毛
女性内衣风格的变换也是近代陰部脫毛的重要原因:139。随着泳衣布料與覆蓋身體的區域不断减少、以及1946年以后成為一個时装界領域，阴毛美容造型也跟著一起开始流行 。女性陰毛的形狀大小均類似比基尼泳褲，因此英語也將比基尼除毛代稱為女性陰部除毛。而比基尼线描绘出女人陰阜的行中，也是通常被比基尼下衣所覆盖的區域。比基尼脱毛从字面上來說，通常是指脱掉比基尼線周圍的陰毛，但通常也会对大腿進行脱毛:139。随着露出臀部的丁字裤等布料更少的泳衣出現，除毛的範圍通常也會更大。许多人認為完全無毛的女陰（如巴西式或斯芬克斯式脫毛）是魅力四射、更年轻與充滿色情吸引力的外貌:59。Tschachler、Devine和Draxbauer指出：去除所有阴毛已被視為女性魅力的一大重要來源:60。

## 技术

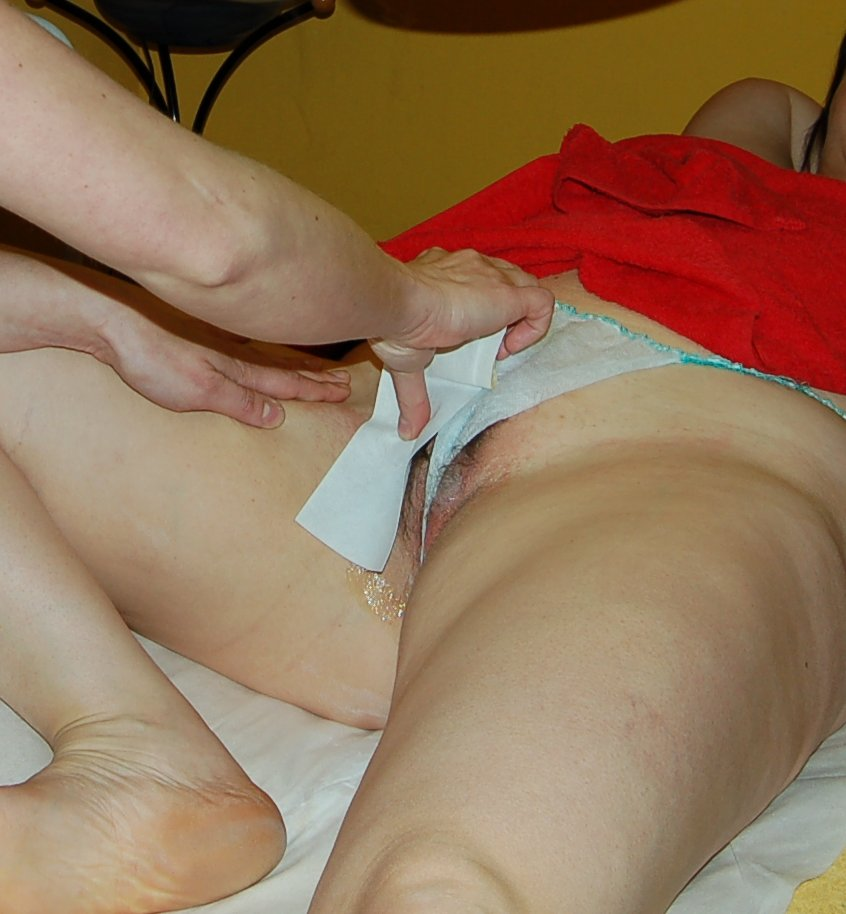
女性蠟脫毛的過程在蠟上覆蓋布條，待蠟完全凝固後撕除

### 操作方式
阴毛可以以多种方式去除，如上蜡、剃刀、糖化、雷射除毛或化学脱毛膏。以歐美女性常用的熱蠟脫毛為例，將熱蠟融化後，將熱蠟敷在想要去除的陰毛上並在蠟開始慢慢硬化時以小布條覆蓋在蠟上。當蠟充分硬化時，快速撕去布條。蠟隨著小布條被撕去時，黏在蠟上的毛髮也被從根部拉出。臘除毛可以在家中私下使用工具或在沙龍、水療中心請美容師協助進行。
脫毛蜡一般使用天然蜂蜡和妥尔油的混合而成，與腿部脱毛常用的合成蜡不同。蜂蜡被認為在去除粗糙阴毛时更为有效。此外，阴毛抑制剂可以减缓、甚至完全阻止陰毛再生，持续效果可长达两个月。

### 脫毛後護理措施
撕除脫毛蠟的過程可能会产生疼痛或不適，但在一般的情况下可能持續數秒至數分鐘不等，通常不會持續超过五天。有些人會在脫毛前後進行一些減輕疼痛的措施，在打蠟前一小時左右服用溫和的消炎藥物（如布洛芬）可能有助於減少脫毛過程中的潛在疼痛。局部麻醉劑也可用於減輕疼痛。怀孕女性的陰部會更為敏感，因此懷孕期間進行脫毛的不適感可能會更加強烈。
脫毛後可能還會有一些殘留的毛髮，可以使用鑷子或電剪去除殘餘的孤立毛髮。在脫毛後的幾天將蛋油（Egg oil）敷在脫毛部位表面能夠減少發炎、疼痛以及細菌生長。随着長时间脫毛習慣的建立，阴毛會逐漸變得脆弱，生长也會逐渐緩慢，脫毛的頻率可能會下降，以至於不用頻繁的脫毛。

## 款式
阴毛可以设计成不同的基本款式:139，其名字也有不同。不同的美容院为常规的脱毛类型起的名字不同，如叫“飞机跑道”的巴西式是“莫西干风格”或“光猪六壮士”的好莱坞式。Naturall、au naturel或灌木丛式不带有任何修建或造型，而是修剪或剪短的阴毛，没有移走或修型，大腿内侧的则剃光。有些女性要求修建，但在保留阴唇的毛发的同时脱掉阴阜的阴毛。
下面是三种主要的款式。除此之外，人类学家德斯蒙德·莫利斯还确定其他的脱毛款式：
完全比基尼式（或称欧洲式）指去除阴毛时保留阴阜的少量阴毛。
小胡子式指去除阴毛时要在生殖器狭缝顶部的上方保留一个宽的长方形，这种款式有时被称为“希特勒小胡子”或“卓别林小胡子”。
心形式指将主要的阴毛塑造成心形标记，有时还会把它染成粉红色。这是情人节的流行款式，可作为色情惊喜之物送给性伴侣。

### 美国式脫毛

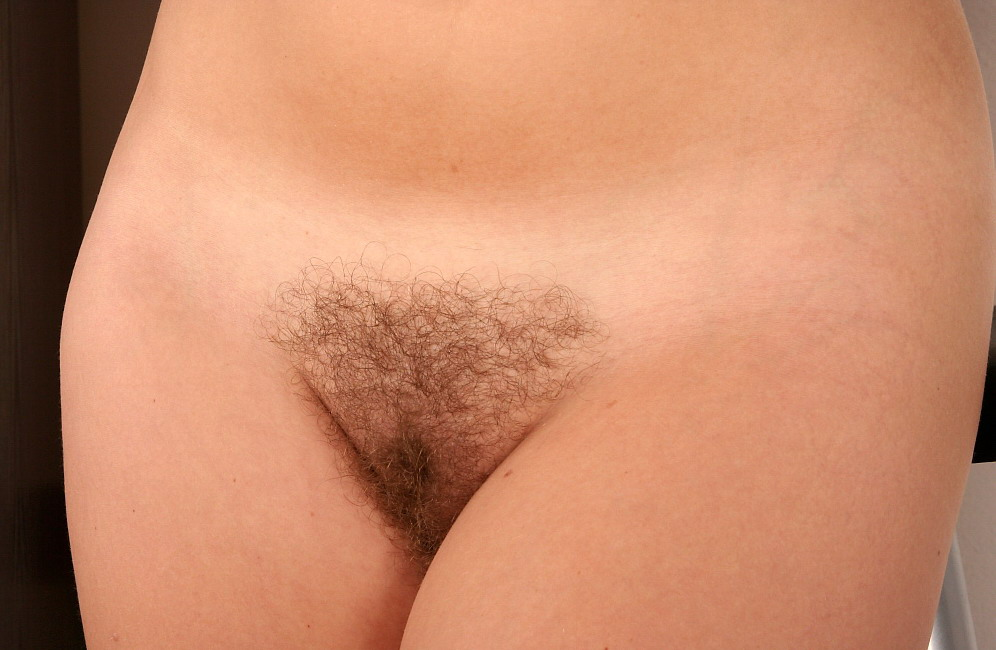
美式脱毛：毛发被限制在比基尼区域且被剪短。

美式脱毛指仅去除露出泳衣外部的阴毛，而这取决于泳衣的款式。对于比基尼，这种款式指去除大腿顶部和肚脐下方的毛发。它也被称为一种基本的比基尼脱毛款式:139，又称三角式或比基尼线式。由于这种款式脱掉两边的毛以组成三角形，因此穿泳衣时看不出阴毛。
客户所穿着的比基尼或类似内衣是内褶且被纸巾覆盖的。比基尼区域的两边可用小型的涂抹器创造出干净的线条。使用消毒清洁剂后的标准做法是给该区域抹上一层粉。在毛发生长的下方向配合蜡使用小刮刀。这片区域可用2英寸宽、4到5英寸长（长及股骨三角）的布带。由于耻骨的毛发很粗且水平向内生长，一般需要第二次用蜡。接着把仍保持柔软状态的所有蜡条扯开，扯时要与毛发生长的方向相反，同时要保持皮肤绷紧。理想的扯法是尽可能的快。脱毛完成的最后一个步骤是将患者的双腿抬起来，好让桌子附近的毛发脱落。一个普通的美式脱毛作业需时大约20到30分钟:117–118。

### 法国式脫毛

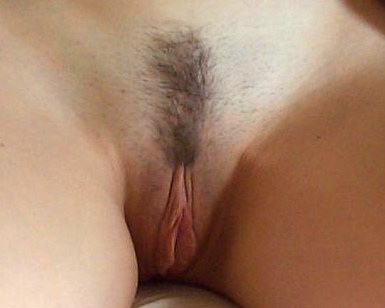
法式脱毛：完全去除包括阴唇在内毛发，留下一条“跑道”

法式脱毛在外阴上方留下一条两三个手指宽，即4 cm（11⁄2英寸）的垂直带，肛门周围区域和阴唇的毛发可以去除。這種脫毛方式也称作局部巴西式:139、飞机跑道、花花公子式脱毛或G弦裤式脱毛。這類的脫毛方式在那些必须穿着裆部区域非常窄的内衣模特兒中很流行。法國式脱毛大多遵循美式脱毛的流程，脱毛区域用专用的清洁剂和粉末。戴手套是必须的，有时要用硬蜡，尽管带状脱毛非常有效:117–118。

### 巴西式脫毛

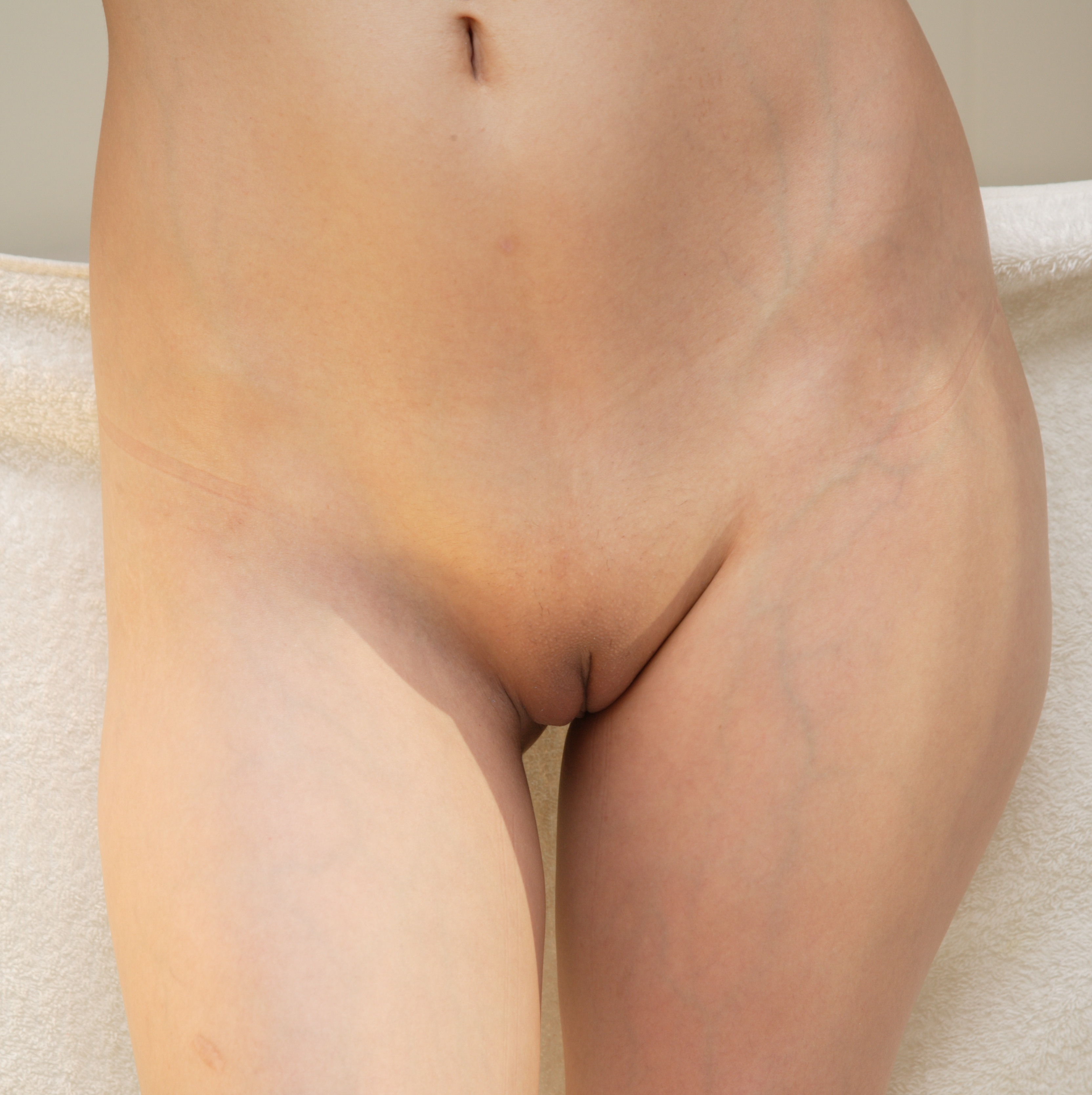
巴西式脱毛： 去除所有毛发

巴西式脱毛指去除盆骨区正面和背面的所有毛发，但有时会在阴阜留下一条薄的发带:139。巴西式可用于穿着丁字裤比基尼的人士，是比基尼脱毛款式之一。它完全除去从臀部及邻近区域到肛门、会阴及外阴（大阴唇和阴阜）的毛发。巴西式脱毛也被称为完全巴西式脱毛、完全比基尼脱毛、好莱坞式脱毛或斯芬克斯式（以斯芬克斯猫的名字命名）:139。巴西式脱毛在现代首次被1987年在曼哈顿开办的J.Sisters美容院命名，这家美容院由来自巴西的Padilha七姐妹创办。
巴西式脱毛比其他款式更具争议性:528。跟所有脱毛款式一样，脱毛前后身体会经历痛苦:531:161，其中有些人认为如果被异性的合作伙伴舔阴，就更为不舒服了:page233:89。美国女演员、模特儿丽莎·巴布希亚对她第一次在洛杉矶的流行美容院与色情明星做巴西式的痛苦经历：“这真是太痛苦了，我都晕倒了，几乎要被送往医院，我发誓再也不试第二次了。”然而，反对这种经验评价的声音很普遍。该过程的一些批评人士认为，巴西式脱毛能使成年女子看上去像女孩，声称这可能是它在性行业知名的原因:161。美容专家的克里斯蒂娜·瓦尔霍利（Christina Valhouli）认为这种脱毛不自然:246，如果不正当操作还会带来健康风险，而且免疫系统差的人士做了之后有感染的风险。此外，進行巴西式脱毛後的女性大陰唇閉合得比較完整，加上女性陰毛有向下引流尿液的作用。因此，女性小便時尿液會沿著陰唇流到大腿內側。

## 健康
必备的贴片测试通常在大腿的最上部分进行，用来测试客户是否对蜡过敏，皮肤是否反应过度。由于外阴黏膜是比基尼区域中最敏感的，通常放在最后进行。有时会导致毛发向内生长的肿块。
医学界近来发现脱毛或剃光比基尼区域阴毛的女性患上毛囊炎或毛囊周围受感染的几率有所增加。其中一些感染可发展成更严重的囊肿，需要用手术刀切口、为脓肿排水和抗生素。金黄色葡萄球菌是毛囊炎的最常见致病菌。
家庭医生艾蜜丽·吉布森博士（Emily Gibson）表示剃阴毛“（相当于）去除了防止摩擦的保护垫，会留下微小的开放性伤口，令你遭受感染”。
全球阴虱病例的显著减少要归功于比基尼脱毛。
2009年3月，美国新泽西州计划施行禁止比基尼脱毛的法案，但在遭到美容院老板的强烈反对后被取消。